# John Spellman
John Franklin Spellman, detto Jack (Middletown, 14 giugno 1899 – Mhangura, 1º agosto 1966), è stato un lottatore statunitense, specializzato nella lotta libera.

## Palmarès

### Olimpiadi
- Oro a Parigi 1924 nei pesi medio-massimi.